# 고병간
고병간(高秉幹, 1899년 1월 24일 ~ 1966년 12월 11일)은 평안북도 의주 출신의 대한민국 의사 겸 의과대학 교수이다. 경북대학교와 연세대학교, 숭실대학교의 총장, 문교부 차관을 역임하였다. 호(號)는 영서.

## 경력
- 1919년 3·1운동 참가, 1년 6개월 복역
- 1925년 세브란스의학전문학교 외과 수련
- 1927년 함흥 제혜병원(濟惠病院) 외과 과장
- 1937년 세브란스의학전문학교 외과 교수
- 1945년 대구대학교 의과대학(현 경북대학교 의과대학) 학장
- 1951년 문교부 차관
- 1952년 경북대학교 총장 ( ~ 1960년)
- 1953년 대한외과학회 회장
- 1954년 대한결핵협회 회장
- 1960년 연세대학교 총장
- 1961년 세브란스병원 원장
- 1964년 숭실대학 학장 ( ~ 1966년)

## 학력
- 1915년 의주 신영소학교
- 1919년 선천 신성중학교(信聖中學校)
- 1925년 세브란스의학전문학교
- 1937년 일본 교토제국대학교 의과대학원 외과학 (의학석사 수학)
- 1940년 일본 교토제국대학교 의과대학원 의학박사

## 참고 자료
- 고병간 보관됨 2015-06-12 - 웨이백 머신 - 연세대학교

| 전임 최규남 | 제4대 문교부 차관 1951년 9월 21일 ~ 1952년 11월 13일 | 후임 허증수 |

| 전임 (초대) | 제1·2대 경북대학교 총장 1952년 9월 ~ 1960년 5월 | 후임 김상열 |

| 전임 백낙준 | 제2대 연세대학교 총장 1960년 12월 ~ 1961년 9월 | 후임 윤인구 |

| 전임 김성락 | 제8대 숭실대학 학장 1964년 11월 ~ 1966년 12월 | 후임 김형남 |